# パルモス
パルモスは
1. かつてドイツに存在したカメラメーカーパルモス（Palmos AG ）
2. 1.がカール・ツァイスに買収された後そのカメラ製造部門カール・ツァイス・パルモスバオ（Carl Zeiss Palmosbau ）
3. それらが使用したカメラブランド

である。

## 歴史
- 1899年または1900年[1] - カール・ツァイスの従業員であったパウル・ルドルフがカメラメーカーのクルト・ベンツィン（Curt Bentzin ）と協議しパルモスAG（Palmos AG ）を設立した。ツァイスの役員だったフリードリヒ・ショメルス（Dr. Friedrich Schomerus ）は、カール・ツァイスレンズの品質にふさわしいカメラを製造する意図があったと記述している[2]。
- 1901年末 - ライプツィヒの銀行破綻のあおりを受け解散した[3]。
- 1902年1月1日 - カール・ツァイスに買収され、そのカメラ製造部門カール・ツァイス・パルモスバオとなった[3]。
- 1909年10月7日 - ヒュッティヒ、ヴンシュ、カメラヴェルク・ドクトル・クリューゲナーが合併した際現物出資の形でカール・ツァイスから放出されイカを形成した[3]。

## 製品一覧
- ミニマム・パルモス（Minimum Palmos ） - ハンドカメラ[4]、クラップカメラ[5]など色々なタイプがあり、フォーマットも6×4.5cm（アトム）判[6]、6×9cm判、6.5×9cm（大名刺）判[6]、8×10.5cm（手札）判[6]、9×12cm（大手札）判[4][7]、4×5in判、5×7in判[7]、9×18cm判ステレオ・パノラマ兼用カメラがある[3][8]。レンズは6.5×9cm（大名刺）判の場合テッサー120mmF4.5[9]、9×12cm（大手札）判の場合テッサー145mmF6.3[7]。フォーカルプレーンシャッターで、1907年[4][9]にはパルモスバウが開発した[9]セルフキャッピングとなった。スリット幅0.25-8.5cmとスプリングテンション0-10でシャッター速度を設定し[7]、シャッター速度は1/1000-1/50秒[6]。故障してもベテランならばドライバー1本で修理調整が可能であり、水没させてもロウソク1本の火でオーバーホールが可能であった頑強さが買われ、日中戦争の頃には報道用カメラとして定番の1つであった[4]。小久保善吉によると1926年（昭和4年）頃に新品が270円で、この頃使用機材がアンゴーからミニマムパルモスに変更され、ずいぶん小型になったと喜んだという[7]。イカを経てツァイス・イコンになっても引き続いて1930年頃まで製造された[7]。
- パルモス・ロールフィルムカメラ（Palmos Rollfilm-Kamera 、1901年発売[8]） - ロールフィルムカメラとして最初にフォーカルプレーンシャッターを備えた製品で、フィルム給送とシャッター巻上げを連動させている[8]。竹田正一郎は、オスカー・バルナックがカール・ツァイス在籍時にパルモスバオ部門にいた可能性があり、またもし他部門であったとしても自分の働く会社で製造していたこのカメラを見たことがライカのコンセプトの原型になったのではないかと推測している[10]。
- パルモス・クラップステレオ（Palmos Krapp Stereo ）